# Димаро
Димаро (итал. Dimaro) је насеље у Италији у округу Тренто, региону Трентино-Јужни Тирол.
Према процени из 2011. у насељу је живело 1196 становника. Насеље се налази на надморској висини од 777 м.

## Становништво
| 1931. | 1936. | 1951. | 1961. | 1971. | 1981. | 1991. | 2001. | 2011. |
| ----- | ----- | ----- | ----- | ----- | ----- | ----- | ----- | ----- |
| 637   | 651   | 828   | 800   | 909   | 995   | 1.054 | 1.181 | 1.250 |